# 彌高神社
彌高神社（いやたかじんじゃ）は、秋田県秋田市千秋公園にある神社である。

## 由緒
秋田出身の国学者・神道家である平田篤胤（安永5年8月24日〈1776年10月6日〉 - 天保14年閏9月11日〈1843年11月2日〉）を顕彰し崇敬するため、平田門人であった小谷部甚左衛門らの有志が、南秋田郡寺内村（現・秋田市）の日吉八幡神社境内に平田篤胤を祀り創建した「平田神社」を母体としている。小矢部は日吉神社の祠官で、明治14年（1881年）8月13日、針生源太郎・山中新十郎・桜田誠一郎・羽生氏熟とともに日吉神社境内に平田神社を創建することを秋田県令石田英吉に願い出、それに対し石田県令は同年8月26日付けでこれを認めた。
平田神社の社殿建設にあっては全国の平田門人がかかわっており、明治15年2月の県令あて嘆願書に名をつらねたのは、久保悳鄰、師岡正胤、古川豊彭（以上、東京府士族）、吉岡徳明、渡辺玄包（山口県士族）、久保季茲（東京府士族）、 井上頼圀（東京府平民）、 丸山作楽（長崎県平民）、 矢野玄道（愛媛県士族）の9人であった。この嘆願書は、平田神社に対して特別の恩典を求めるもので、これに対し石田県令は、翌3月に金100円を下賜している。
明治42年（1909年）に至り秋田県教育会が中心となり久保田城内の正八幡社（旧県社八幡神社）を購入のうえ修繕し、佐藤信淵を合祀、彌高神社と改称した。
大正5年（1916年）に現在地へ移築され、大正8年（1919年）には県社に列せられた。明治時代創建の神社であるが社殿が江戸時代の建築であるため、権現造の形式をとっている。

## 祭神
平田篤胤大人命、佐藤信淵大人命
平田篤胤は、復古神道を創始して古典文化の復興に寄与し、その学問は「草莽の国学」として日本近代化のさきがけとなり、明治維新の原動力の源泉ともなった。なお、篤胤は没後の弘化2年（1845年）3月、「神霊真柱大人（かむたまのみはしらのうし）」の諡名霊神号を白川伯王家より賜っている。
佐藤信淵は、幕末期に各藩に招かれて藩政改革のために尽力した農政家であったが、それ以上に高い理想と広い構想をいだいた経世家であった。彼は久保田藩領の雄勝郡西馬音内村（現・雄勝郡羽後町）の出身で、気吹舎の門人である。

## 主な祭事
- 4月最終日曜日:神輿渡御祭
- 5月1日:例祭宵宮祭
- 5月2日:例祭当日祭
- 6月15日:佐藤信淵大人命生誕祭
- 8月24日:平田篤胤大人命墓前祭

## 文化財

### 建造物
秋田県指定有形文化財（昭和28年10月5日指定）
- 本殿 - 文政2年（1819年）建立（非公開）
- 拝殿 - 安永7年（1778年）建立

## 年表
- 明治14年（1881年）：平田神社創建
- 明治42年（1909年）：彌高神社と改称
- 大正5年（1916年）：現在地に移築
- 大正8年（1919年）：県社

## 両大人の墓所

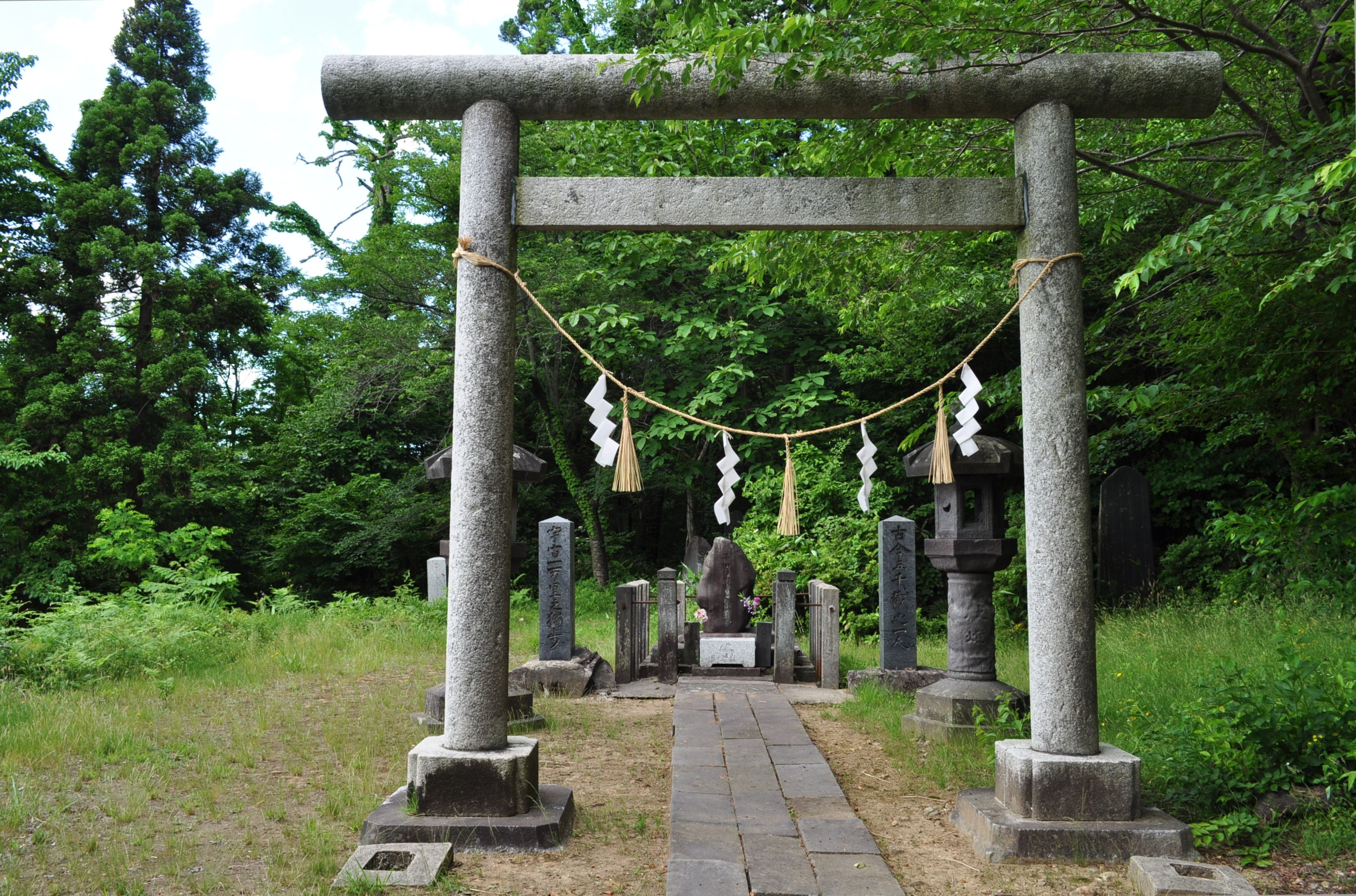
平田篤胤の墓 （国の史跡）（2014年6月10日撮影）

平田篤胤の墓所は秋田県秋田市手形字大沢21-1（秋田大学手形キャンパス裏手の山腹）にあり、国の史跡に指定されている。
佐藤信淵の墓は浅草松応寺にあった。現在は杉並区高円寺南2-29に移転している。

## 篤胤を祀る他の神社

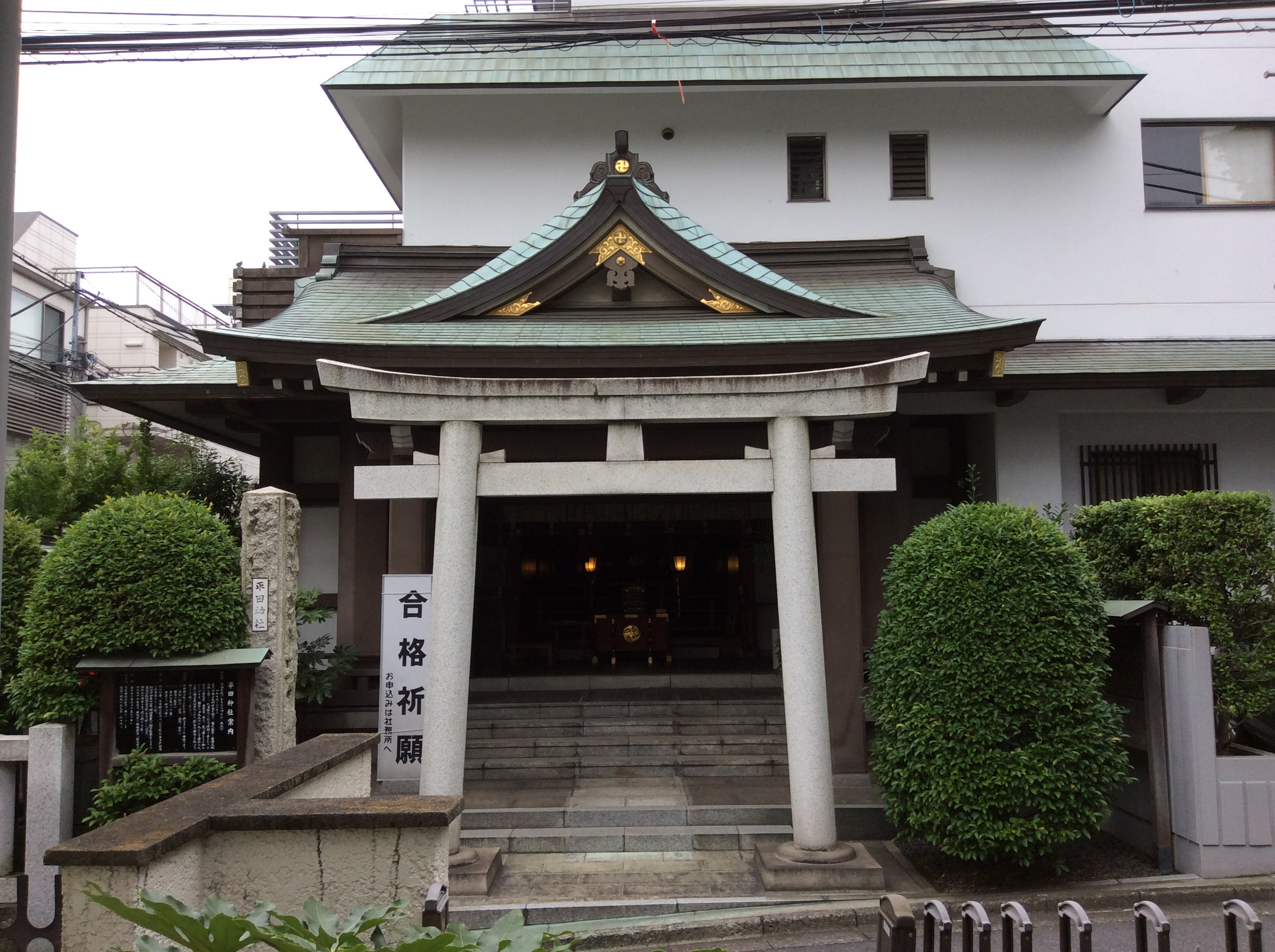
平田神社（2016年7月6日撮影）

東京都渋谷区代々木三丁目8-10に、平田篤胤を祭った平田神社がある。なお、篤胤の神格化運動は東京の方が秋田よりも早かった。
また、長野県下伊那郡高森町山吹2919には、いわゆる「国学四大人」（荷田春満・賀茂真淵・本居宣長・平田篤胤）を祀った本学神社がある。

## 交通

### 鉄道
- 秋田駅から徒歩10分

### その他
- 駐車場 : 有り